# Orliénas
Orliénas este o comună în departamentul Rhône din sud-estul Franței. În 2009 avea o populație de 2.219 de locuitori.

## Evoluția populației
| An        | 1975  | 1982  | 1990  | 1999  | 2006  | 2009  |
| --------- | ----- | ----- | ----- | ----- | ----- | ----- |
| Populație | 1.184 | 1.482 | 1.617 | 1.976 | 2.156 | 2.219 |